# Bête de Primarette
 (mars 2024).

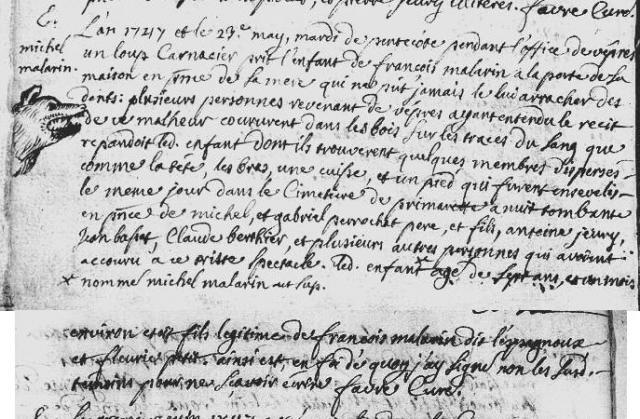
Acte de sépulture de François Malarin, 23 mai 1747

La bête de Primarette est une bête dévorante, décrite comme un loup ou un lynx dans le registre de l'époque, à l'origine d'une série d'attaques sur des humains dans les environs de Primarette, en Dauphiné. La première attaque est mentionnée au printemps 1747. Jusqu'à la fin de l'hiver 1752, sept victimes sont recensées dans les registres paroissiaux.

## Histoire
En 1747, le curé de Primarette rapporte la mort violente d'un enfant de sa paroisse :

« L'an 1747 et le 23e may, mardi de pentecôte pendant l'office de vêpres, un loup carnacier prit l'enfant de François Malarin à la porte de sa maison, en présence de sa mère qui ne put jamais le lui arracher des dents : plusieurs personnes revenant de vêpres ayant entendu le récit de ce malheur coururent dans les bois, sur les traces du sang que répandoit led[it] enfant, dont ils trouvèrent quelques membres dispersés, comme la tête, les bras, une cuisse et un pied, qui furent ensevelis le meme jour dans le cimetiere de Primarette à nuit tombante, en présence de Michel et Gabriel Perrochat, père et fils, Antoine Jeury, Jean Bassat, Claude Berthier, et plusieurs autres personnes qui avoient accouru à ce triste spectacle. Led[it] enfant * âgé de sept ans et un mois environ et est fils légitime de François Malarin, dit l'Espagnoux, et Fleurice Petit. Ainsi est, en foi de quoy j'ay signé, non les susd[its] témoins pour ne savoir écrire. Favre Curé.
- nommé Michel Malarin ut sup[ra]. »

Cette bête féroce fait par la suite plusieurs victimes et le curé rapporte la même année l'émotion que suscite cette affaire :

« Dans le registre de 1747, le curé écrit : « Il y a eu cette année grande quantité de glands, les loups carnassiers ont dévoré trois enfants dans Primarette, on croit plus probablement que c'était des loups-cerviers, et le vulgaire soutient que ce sont des loups-garoux, à qui les curés donnent permissions de faire semblables chasses pour fournir aux verreries, rien n'est capable de leur ôter cette sotte crédulité. »

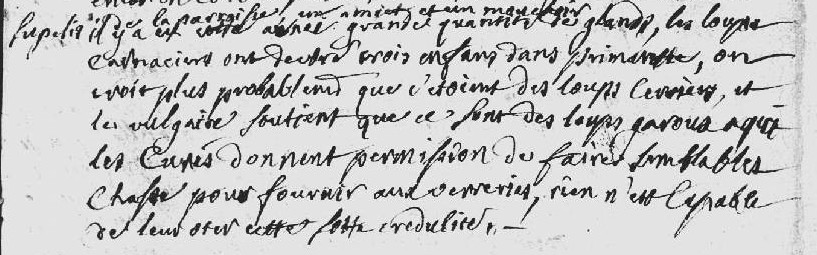
Extrait des registres paroissiaux de Primarette fin 1747

La dernière victime sur le territoire de la paroisse est retrouvée en 1752. Le curé Favre a dessiné des têtes de loup en marge de ces actes de décès.

## Liste des victimes
La liste suivante a été établie d'après les travaux en cours :
| Date       | Paroisse   | Nom                 | Age    | Commentaire du curé Favre ( repris par le livre "Autrefois Primarette") |
| ---------- | ---------- | ------------------- | ------ | --- |
| 23/05/1747 | Primarette | Michel Malarin      | 7 ans  | le dit enfant âgé de 7 ans et un mois [...] était fils légitime de François Malarin dit « L'Espagnoux » et Fleurie Petit                                                                                          |
| 01/06/1747 | Primarette | Joseph Fournier     | 13 ans | ...a été enseveli [...] qui fut égorgé par un loup, à l'âge de treize ans |
| 24/10/1747 | Primarette | Mathieu Roux        | 5 ans  | âgé de 5 ans 4 mois environ fut emporté par un loup sans qu'on n'ay trouvé aucun vestige de son corps... |
| 11/10/1748 | Primarette | Benoite Pichon      | 2 ans  | âgé de deux ans et six mois environ, fille légitime de Féréol Pichon et de Marie Duplan fut emporté par un loup sans qu'on aye puis apercevoir aucun vestige de son corps                                         |
| 23/01/1749 | Primarette | Marie Peiron        | 6 ans  | ...qui fut dévoré par les loups [...] et dont on n'a retrouvé que quelques restes de son corps |
| 14/05/1751 | Primarette | Jeanne Servonat     | 4 ans  | ...qui a été dévoré par un loup [...], âgé de 4 ans et trois mois environ, fille légitime d'Antoine Servonat et de Joanne Perrot                                                                                  |
| 19/03/1752 | Primarette | Marianne Boindrieux | 3 ans  | Dimanche de la Passion, pendant la messe de la paroisse, un loup emporta [...], âgé de trois ans environ, fille légitime de Pierre Boindrieux et de Jeanne Pagnoux sans qu'on aye trouvé aucun reste de son corps |